# Волжский путь (фестиваль)
Волжский путь — фестиваль исторической реконструкции, ежегодно проходящий в Ульяновской области.

## История
Фестиваль проходит с 2012 года. До 2016 года он проводился в парке «Калейдоскоп» села Новая Беденьга Ульяновского района. В 2017 году в силу различных причин фестиваль не состоялся, а с 2018 года он проводится на новой площадке, у села Ивановка Старомайнского района, на территории агротуристического историко-культурного комплекса «Булгарская застава», на берегу Ивановского залива Куйбышевского водохранилища.
В 2020 году из-за эпидемии коронавирусной инфекции фестиваль проходил только с участием реконструкторов, но без зрителей на площадке, для последних была организована онлайн-трансляция.
16 июля 2022 года состоялся фестиваль «Великий Волжский Путь» 2022.
15 июля 2023 года состоялся очередной фестиваль живой истории «Великий Волжский Путь».
13 июля 2024 года состоялся очередной фестиваль живой истории «Великий Волжский Путь».
19 июля 2025 года состоялся очередной Всероссийский фестиваль живой истории — «Великий Волжский путь». 

## Цель
«Волжский путь» является одним из самых крупных исторических фестивалей в Приволжье. Его участники воссоздают исторический облик и культуру народов Восточной Европы X—XIII веков.
Фестиваль проводится по инициативе губернатора Ульяновской области Сергея Морозова, при поддержке агентства по туризму Ульяновской области. Непосредственно организаторами выступает ассоциация предпринимателей «Люди дела», финансируемая из регионального бюджета в рамках конкурса туристических проектов. Основной целью мероприятия организаторы указывают развитие внутреннего и въездного туризма в регионе, с использованием историко-культурного потенциала Ульяновской области.
Традиционно в фестивале принимают археологи, историки, ремесленники, а также члены клубов исторической реконструкции из различных городов России: Самары, Тольятти, Пензы, Энгельса, Нижнего Новгорода, Кирова, Санкт-Петербурга, Харькова, Казани, Тамбова, Оренбурга, Москвы, Владимира, Воронежа, Мурома, Ульяновска. Обычно в мероприятии принимает участие более 200 человек на работу которых приходит посмотреть несколько тысяч зрителей. Так в 2018 году число зрителей превысило 5 тысяч человек.
В основную программу фестиваля традиционно входят различные воинские состязания: турниры один на один, битва дружин, суличный и лучный турниры и иные соревнования, в том числе среди конников. Также проводятся конкурс исторического костюма, различные мастер-классы. В торговых рядах ведётся продажа изделий ручной работы из шерсти, глины, дерева и стекла. Работает историческая таверна. Площадка «Булгарская застава» позволяет проводить состязания в жанре «штурм крепости», на территории созданы реплики феодального замка Волжской Булгарии периода XIX—X веков
В 2012 году к фестивалю были приурочены съемки историко-документального фильма «Русь от заката до рассвета», посвящённого древней истории Руси. Тогда же в рамках фестиваля прошла международная конференция по вопросам экспериментальной археологии

## Галерея

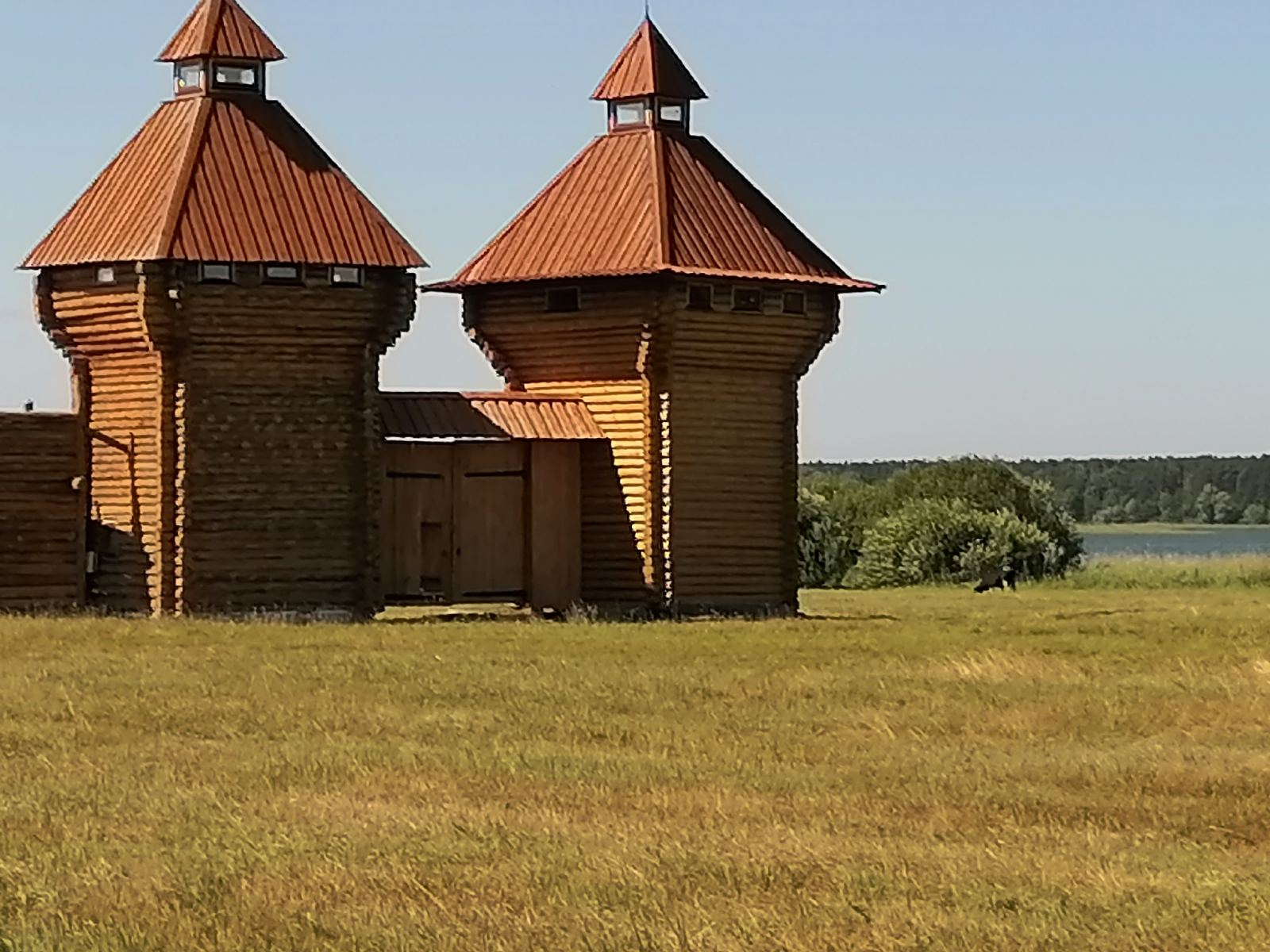
Крепость "Волжский путь" (с. Ивановка).
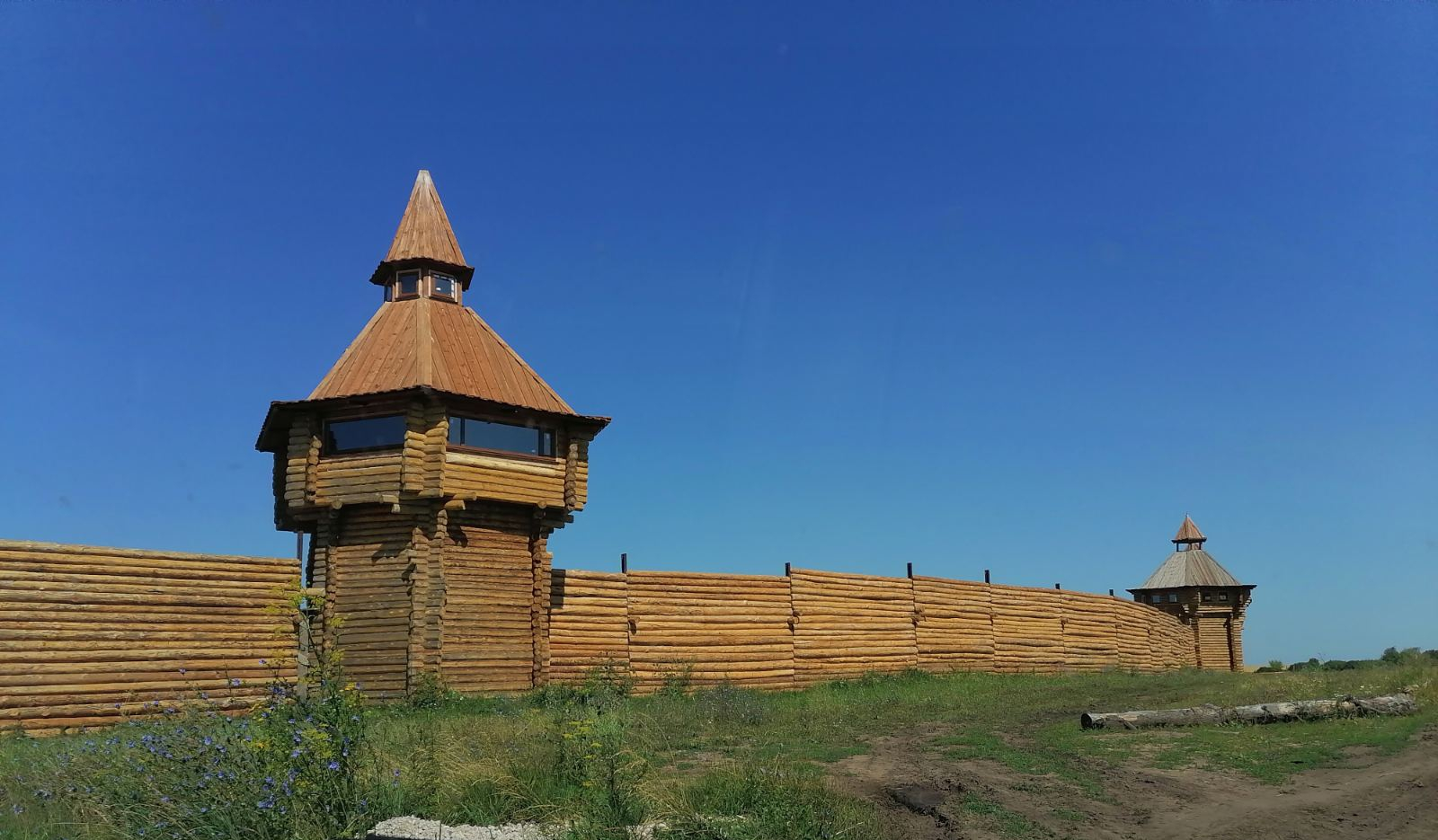
ИКК «Булгарская застава» (с. Ивановка).
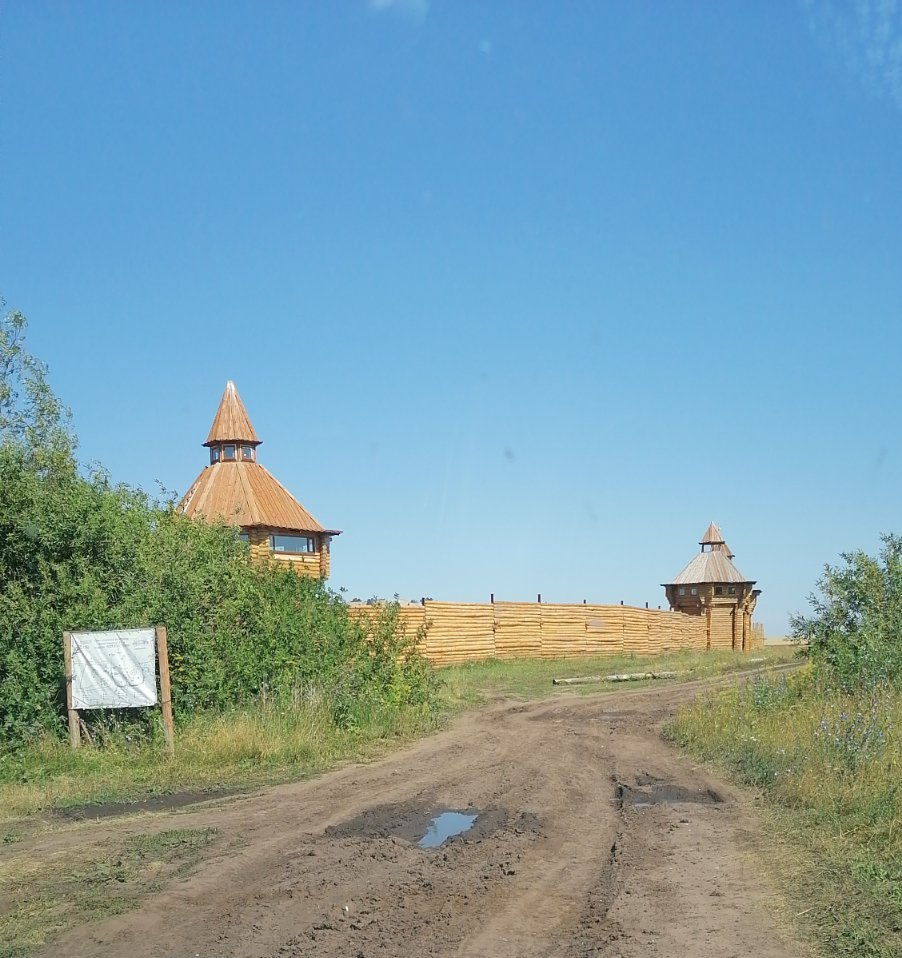
Историко-культурный комплекс «Булгарская застава» (с. Ивановка).